# Aleksandrów Łódzki
Aleksandrów Łódzki je grad u vojvodstvu Łódź u Poljskoj. Prema popisu iz 2002. ima 20 220 stanovnika. Šesnaesti je grad po veličini u vojvodstvu. Osnovao ga je 1816. Rafał Bratoszewski. U gradu postoji 2.623 registriranih tvrtki. Najrazvijenija je tekstilna industrija (38%).